# シアーズ・ホールディングス
シアーズ・ホールディングス（Sears Holdings）は、2005年にシアーズとKマートとの統合により米国イリノイ州で設立された持株会社であり、子会社を通じて米国を中心にスーパーマーケット等の小売店を経営する。総店舗数は4,000。しかしネット通販の台頭による顧客の減少により、店舗閉鎖や人員削減を進めたものの2011年より最終赤字を毎年計上するようになる。債務の増加に抗しきれず、2018年10月15日に連邦倒産法第11章の適用を申請し、同法のもとで再建を目指すこととなった。
なお、日本にかつて存在したスーパー・コンビニ企業のKマートとの関係はない。

## 店舗チェーン
- Kmart
- ビッグKmart
  - スーパーKmart
- シアーズ（カナダ・メキシコ）

## 商品ブランド
- ランズエンド
- コンパニオン
- ダイハード
- クラフツマン
- ジャクリーン・スミス
- ジョー・ボクサー

他

## スポンサー
NASCARトラックシリーズでは1995年から2008年まで子会社のクラフツマンが冠スポンサーを行っていた。
またABCのリアリティ番組エクストリーム・メイクオーバー:ホーム・エディションでも番組スポンサーを行っていた。さらに多目的アリーナのシアーズ・センターの命名権も持っている。